# Joeg (volk)
De Joeg of Joegi (Russisch: Юги, Joegi) zijn een ernstig bedreigd Jenisejisch volk, een inheemse groep die oorspronkelijk in Centraal-Siberië woonde. De Joeg leven langs de Jenisej van Jenisejsk tot de monding van de Doebtsjes.

## Recente geschiedenis
Voorheen werden de Joeg beschouwd als onderdeel van de noordelijke groep van Ketten, maar in de jaren zestig werden de Joeg van de Ketten onderscheiden, met hun eigen, hoewel verwante, Joeg-taal en gebruiken. Tegen het einde van de jaren tachtig waren de Joeg, samen met hun taal, verdwenen als aparte etnische groep. Aan het begin van de jaren negentig werd het Joeg als uitgestorven beschouwd, aangezien er nog maar twee of drie niet-vloeiende Joeg-sprekers over waren. De Joeg worden samen met de Ketten en andere uitgestorven takken door taalkundigen en etnografen Jeniseërs genoemd.
In 1991 bestond de etnische bevolking uit 10 tot 15 personen bij de nederzetting Vorogovo in het district Toeroechansk van de kraj Krasnojarsk.
De volkstelling van 2002 registreerde 19 etnische Joeg in heel Rusland. Bij de volkstelling van 2010 werd slechts één etnische Joeg geteld. Bij de volkstelling van 2020 werden 7 etnische Joeg geteld.